# Plakplastic
Plakplastic is plasticfolie die op diverse oppervlakken kan worden aangebracht. Voor plakplastic zijn verschillende toepassingen. Zo kan het worden gebruikt om boeken te kaften of te herstellen, met name als het van belang is dat de opdruk nadien nog leesbaar is.

## Glasfolie
Een toepassing is op vensters, ten behoeve van zonwering, beveiliging, privacy en isolatie. Dit soort plakplastics is bij professionele aanbieders en in dhz-kwaliteit bij bouwmarkten in verschillende dessins te koop. Vaak heeft het geen plaklaag, maar blijft het kleven als gevolg van de adhesie tussen het materiaal en het glas. Hij wordt aangebracht door met een vochtige doek over het te beplakken oppervlak te gaan en door het vervolgens op de gewenste plek te plakken. Hiervoor is een voorwerp als een raamwisser of een liniaal een handig hulpmiddel. Randen kunnen worden afgesneden met een scherp mes. Dit plakplastic wordt ook wel aangeduid als glasfolie.